# Тео ван Рейссельберге
Тео ван Рейссельберге (народився 23 листопада 1862 року в Генті, Бельгія, помер 13 грудня 1926 року в Сен-Клер-о-Лаванду, Вар) — бельгійський художник, відомий як один з головних представників дивізіонізму в Бельгії.
Будучи прихильником анархістських ідей, близьким другом Елізе Реклю та Поля Сіньяка, він створював малюнки для лібертаріанської преси, зокрема для газети «Les Temps nouveaux» Жана Граве з 1897 по 1911 рік.